# Rio Una (Espírito Santo)
O rio Una é um curso de água do estado do Espírito Santo, Região Sudeste do Brasil. Origina-se de um conjunto de lagoas no município de Vila Velha, tendo sua foz nas águas do oceano Atlântico em Guarapari. Tem como principais afluentes os córregos Barro Branco, Solidão, Boa Vista, Laje das Pedras, Campo Grande, Amarelo, Ponto Doce e do Sete.
O manancial banha a zona urbana de Guarapari, que se desenvolveu nas margens dos rios Una e Perocão. Em sua foz, entre as praias do Boião e de Santa Mônica, encontra-se o bairro do Una. A praia de Santa Mônica divide a foz do rio Una, a norte, do rio Perocão, a sul. O leito também dá origem a manguezais, enquanto que parte de sua bacia hidrográfica é preservada pelo Parque Estadual Paulo César Vinha.
O rio é utilizado pela população do entorno para pesca. Apesar de sua importância geográfica e social, o curso hídrico é frequentemente usado para descarte de lixo in natura, o que afeta diretamente a fauna, os pescadores e até mesmo as praias do litoral de Guarapari. O povoamento irregular de áreas de preservação de suas margens é outro imbróglio registrado, sendo necessário intervenções dos órgãos públicos para desfazer essas ocupações.